# わかば (たばこ)

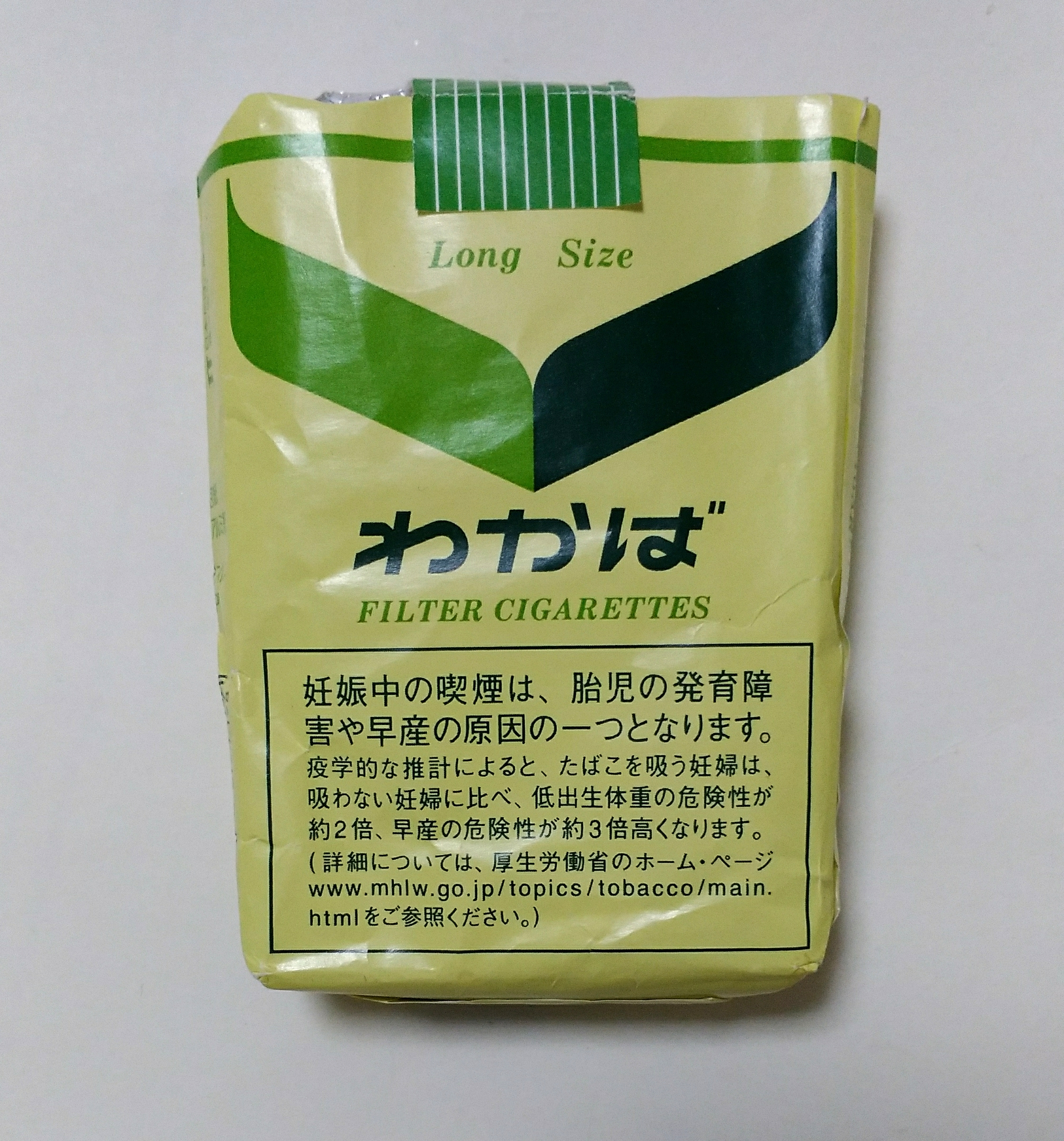
リトルシガーになる前のわかばのパッケージ

わかばは、日本たばこ産業（JT）が販売しているたばこの銘柄の一つである。

## 概要
いわゆる「旧3級品」と呼ばれる製品のひとつ。ソフトパック。黄色地に若草色のストライプや双葉を模した模様のパッケージとなっており、全国販売されている旧3級品煙草の中では唯一のロングサイズ(80mm)だった。
発売当初はともかく、1980年代以降は影の薄い銘柄だった。近年のたばこ増税や、それに伴う値上げに伴い、エコー同様に比較的安価でフィルター付きの当銘柄の需要が高まり、自動販売機のみならずコンビニエンスストアやスーパーマーケットでも頻繁に見かけるようになった。平成24年度4月〜9月の販売実績では第10位を記録。
「旧3級品」に設けられているたばこ税の軽減措置が2016年4月以降、段階的に縮小・廃止されるため、2016年4月1日から290円に値上げされた。2017年4月1日より、30円値上げされて一箱320円となった。2018年4月1日より、40円値上げされて一箱360円となる。
JT製のフィルター付紙巻たばことしてはロングピース（21mg）に次いでタール量が多い。
2019年10月、「echo」「ゴールデンバット」と共に紙巻き煙草の銘柄としては廃止された。
なお、ブランド自体は2019年9月中旬以降リトルシガー「わかば・シガー」として継続販売されている。
2024年8月19日より紙巻たばこの「わかば・KS」にリニューアルされた。巻長は従来のロングサイズ（80㎜）からキングサイズ（85㎜）に変更となる。